# Stranka hrvatskih branitelja
Stranka hrvatskih branitelja (SHB) politička je stranka u Republici Hrvatskoj, desno i nacionalistički orijentirana. Predsjednik joj je Ivica Apatić, RVI i uznik srpskih koncentracijskih logora.
Na hrvatskim predsjedničkim izborima 2005. kandidirala je Miroslava Blaževića.
Bila je dio koalicije Jedino Hrvatska, ali nije s njom nastupila na izborima za Hrvatski sabor 2007., već samostalno, i to samo u XI. izbornoj jedinici - za iseljeništvo, ne postigavši parlamentarnu zastupljenost.